# Anders Mattsson
Pour les articles homonymes, voir Mattsson.
Anders Mattsson, né le 21 janvier 1943 à Åland et mort le 4 octobre 2024, est un ancien arbitre finlandais de football, qui officia internationalement de 1970 à 1984.

## Carrière
Il a officié dans une compétition majeure : 
- JO 1980 (1 match)